# Любич (гмина)
Любич (пол. Lubicz) — сельская гмина (волость) в Польше, входит как административная единица в Торуньский повет, Куявско-Поморское воеводство. Население — 16 029 человек (на 2004 год).

## Сельские округа
1. Бжезинко
2. Бжезьно
3. Грабовец
4. Грембоцин
5. Гроново
6. Едвабно
7. Копанино
8. Кробя
9. Любич
10. Любич-Дольны
11. Любич-Гурны
12. Межинек
13. Млынец-Первши
14. Млынец-Други
15. Нова-Весь
16. Рогово
17. Рогувко
18. Злоторя
19. Юзефово

## Соседние гмины
1. Гмина Цехоцин
2. Гмина Ковалево-Поморске
3. Гмина Лысомице
4. Гмина Оброво
5. Торунь
6. Гмина Велька-Нешавка